# Ginji Aki
Ginji Aki (安芸 銀治 Aki Ginji?), född 4 juni 1994 i Chiba prefektur, är en japansk fotbollsspelare.
Aki började sin karriär 2017 i Blaublitz Akita. 2018 flyttade han till ReinMeer Aomori.